# Oberburg (Zwitserland)
Oberburg is een gemeente en plaats in het Zwitserse kanton Bern, en maakt deel uit van het district Emmental. Oberburg telt 2.937 inwoners.

## Overleden
- Magdalena Aebi (1898-1980), filosofe